# Liste der Monuments historiques in Nampcel
Die Liste der Monuments historiques in Nampcel führt die Monuments historiques in der französischen Gemeinde Nampcel auf.

## Liste der Bauwerke
| Bezeichnung                      | Beschreibung                       | Standort | Kennzeichnung | Schutzstatus | Datum | Bild           |
| -------------------------------- | ---------------------------------- | -------- | ------------- | ------------ | ----- | -------------- |
| Abri du Kronprinz                | Erbaut Anfang des 20. Jahrhunderts |          | PA60000023    | Inscrit      | 1999  |                |
| Reste des Priorats Bellefontaine |                                    |          | PA00114766    | Classé       | 1894  | weitere Bilder |

## Liste der Objekte
- Monuments historiques (Objekte) in Nampcel in der Base Palissy des französischen Kultusministeriums